# 阿苏艾省
阿苏艾（西班牙語：Azuay）是厄瓜多尔的一个省，于1824年6月25日成立，面积7,700平方千米，人口599,546。首府昆卡。阿苏艾省位于厄瓜多尔中南部高原地区，有航班来往基多和瓜亚基尔，泛美公路亦经过该省。省内设有全国最大的水力发电厂。
阿苏艾省下设14市。